# Hulski
Hulski – potok, lewy dopływ Sanu o długości 8,3 km.
Potok płynie w Bieszczadach Zachodnich. Jego źródło znajduje się na północno-wschodnim stoku Smereka, na wysokości ok. 1000 m n.p.m. Stąd potok płynie w kierunku NNE zalesioną doliną usytuowaną pomiędzy grzbietem Stołów na zachodzie oraz Magurki na wschodzie. W połowie swojej długości spływa z progu skalnego, tworząc wodospad. W dolnym odcinku wypływa z lasu na teren dawnej miejscowości Hulskie. Obok ruin dawnego młyna, na granicy rezerwatu przyrody Krywe, na wysokości ok. 470 m n.p.m., uchodzi do Sanu.
W górnej części wsi Hulskie na odcinku ok. 1 km wzdłuż potoku wiedzie czerwona ścieżka historyczno-przyrodnicza Przysłup Caryński – Krywe nad Sanem. W pobliżu pozostałości cerkwi krzyżuje się z nią zielona ścieżka dydaktyczna „Szkółki”, która prowadzi aż do ujścia.